# 富山県道131号高岡やぶなみ停車場線

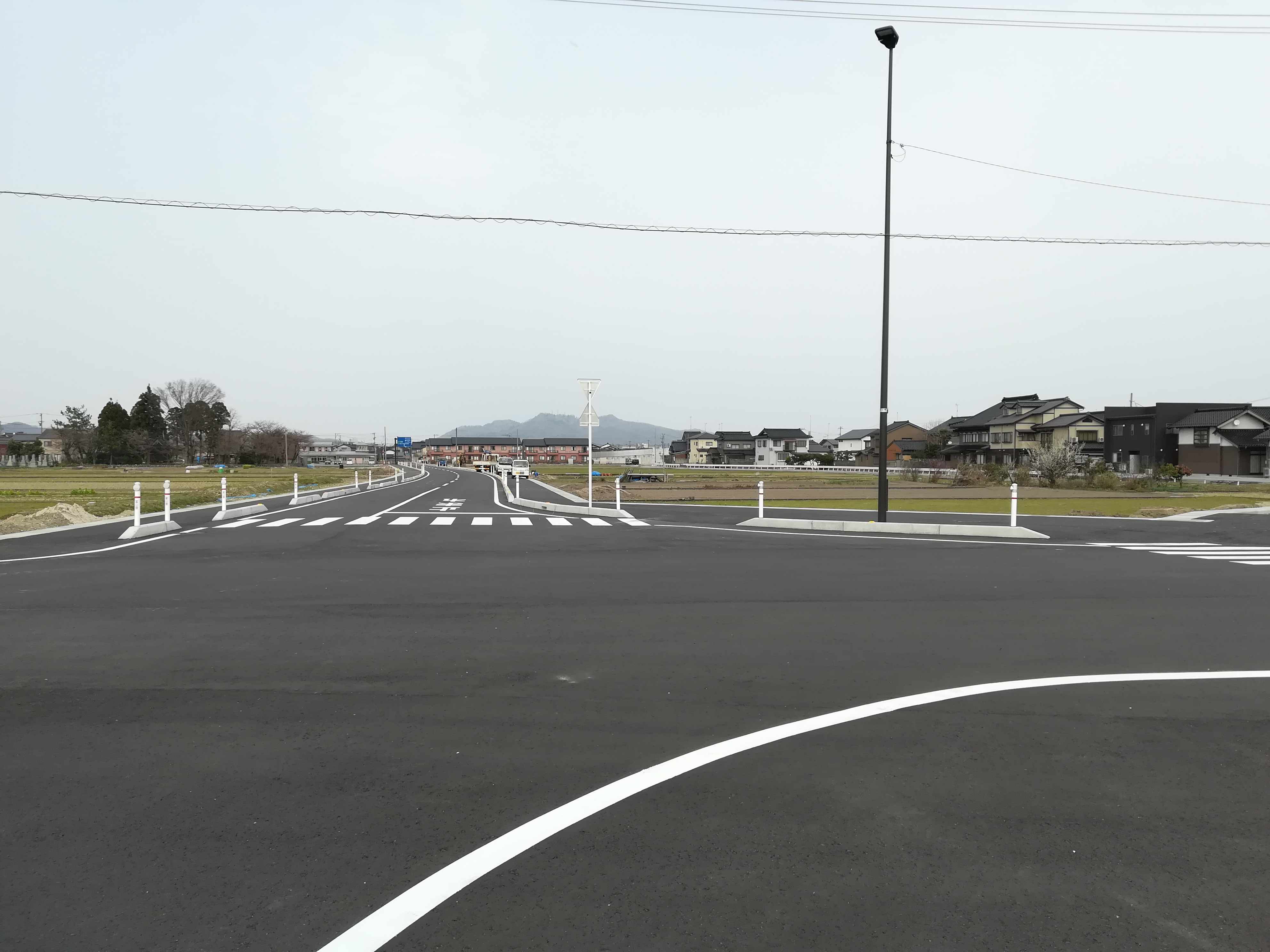
和田側から北島方向を望む

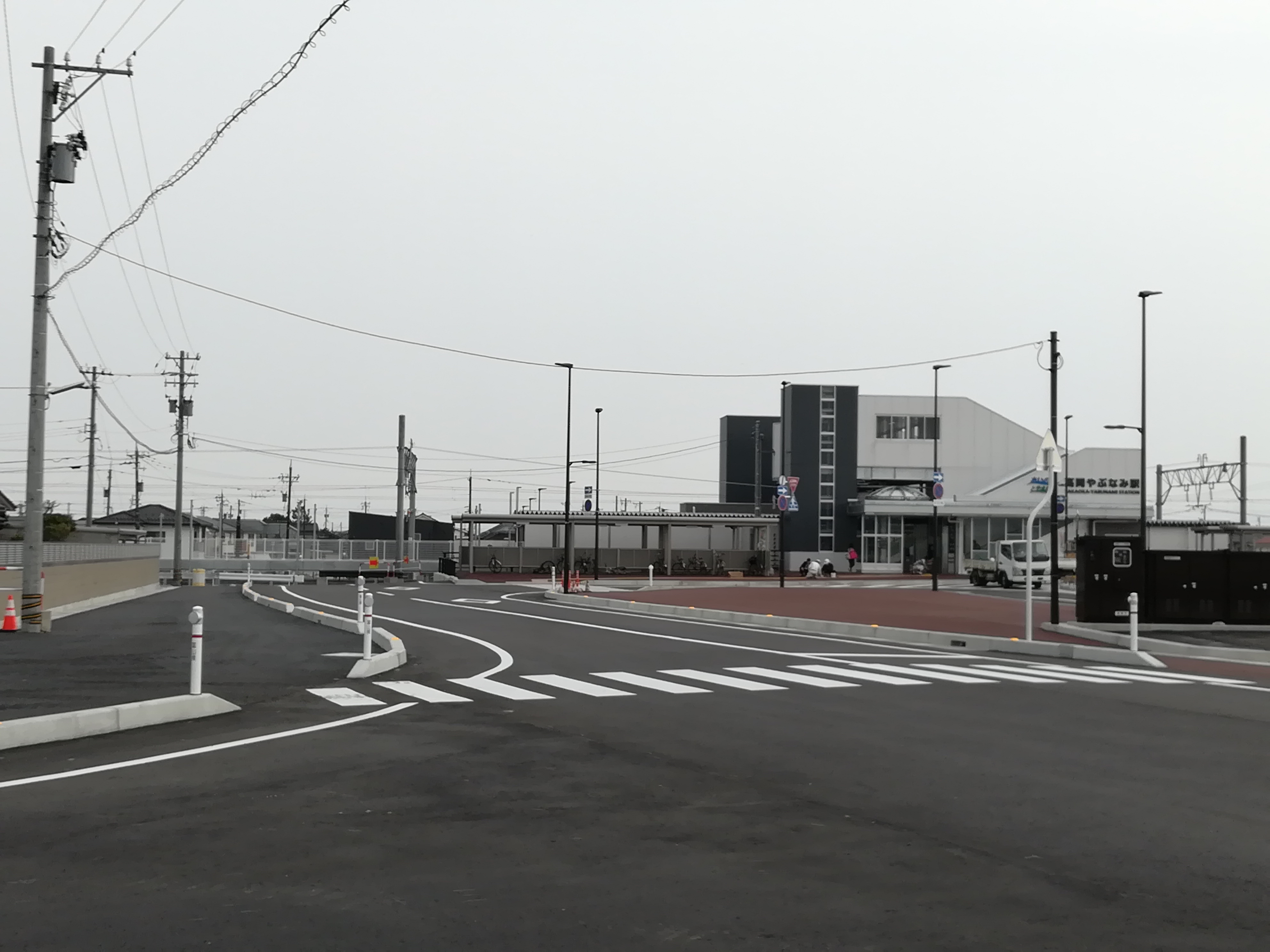
交差点から高岡やぶなみ駅まで

富山県道131号高岡やぶなみ停車場線（とやまけんどう131ごうたかおかやぶなみていしゃじょうせん）とは、富山県高岡市内を通る一般県道である。

## 沿革
高岡市においてはあいの風とやま鉄道線高岡やぶなみ駅の開業に際し、その接続道路として同駅西側と高岡市道中川和田線を結ぶ路線（370メートル）、同駅西側と高岡市道上北島和田線を結ぶ路線（230メートル）及び同駅東側と高岡市道木津佐野線を結ぶ路線（485メートル）の整備を計画し、測量等に着工していたが、富山県知事石井隆一は2014年（平成26年）9月24日にそのうちの一つである同駅西側と高岡市道中川和田線を結ぶ路線（370メートル）について国道8号との連絡道路となり得るものであって多くの需要が見込まれるものとし、富山県が県道として整備する旨を表明した。これにより2015年（平成27年）4月1日に富山県道として認定された。高岡やぶなみ駅の開業に向け整備が進められていたが、同駅開業前日である2018年（平成30年）3月16日より供用を開始した。

### 年表
- 2014年（平成26年）9月24日：高岡駅 - 西高岡駅間に設置する新駅に接続する道路の内一路線を富山県が整備することが決定する[1]。
- 2015年（平成27年）4月1日 - 富山県道131号高岡新駅停車場線として認定する[2]。
- 2017年（平成29年）3月17日 - 富山県道131号高岡やぶなみ停車場線と改称する[6]。
- 2018年（平成30年）3月16日 - 供用を開始する[4]。

## 接続交通網
- 高岡やぶなみ駅[7]
- 高岡市道中川和田線[7]

## 脚註
1. 1 2  県がアクセス道整備 高岡・並行在来線新駅 - 2014年（平成26年）9月24日、北日本新聞社
2. 1 2  平成27年富山県告示第168号（『富山県報』第3891号、2015年（平成27年）4月1日、富山県）
3. ↑  高岡やぶなみ駅アクセス道路・鋭意工事中！ - 富山県
4. 1 2  平成30年富山県告示第123号（『富山県報』第4327号、2018年（平成30年）3月16日、富山県）
5. ↑  高岡やぶなみ駅が開業 あいの風鉄道初の新駅 - 2018年（平成30年）3月17日、北日本新聞社
6. ↑  平成29年富山県告示第134号（『富山県報』第4180号、2017年（平成29年）3月17日、富山県）
7. 1 2  資料 - 富山県